# Mažice
Mažice település Csehországban, a Tábori járásban. Mažice Dolní Bukovsko, Sviny, Zálší és Borkovice településekkel határos. Lakosainak száma 132 fő (2024. január 1.).

## Népesség
A település lakosságának változását az alábbi diagram mutatja:
| Lakosok száma | 427  | 427  | 383  | 273  | 188  | 122  | 126  | 123  | 126  | 132  |
|               | 1869 | 1900 | 1921 | 1961 | 1980 | 2011 | 2016 | 2019 | 2021 | 2024 |